# TV Drama
TV drama (jap. テレビドラマ terebi dorama; dramat telewizyjny), nazywane także w skrócie dorama (jap. ドラマ dorama) – aktorskie seriale odcinkowe japońskiej telewizji nadawane dziennie. Wszystkie główne stacje telewizyjne w Japonii produkują różne seriale z gatunku m.in. romans, komedia, kryminał, horror i wiele innych. Na specjalne okazje mogą być tworzone jedno- lub dwuodcinkowe dramy dotyczące konkretnego tematu, takie jak drama wyprodukowana w 2007 roku na 60. rocznicę zakończenia II wojny światowej.

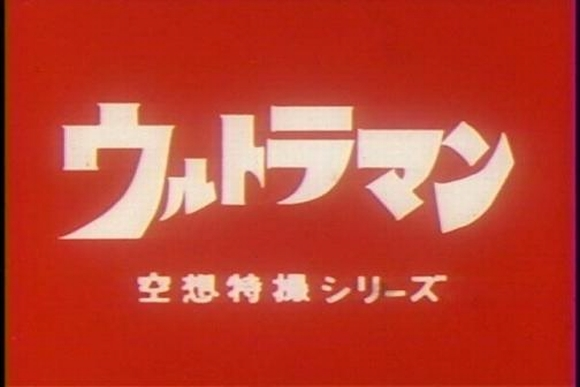
Czołówka dramy Ultraman z 1966 roku

Japońskie serie dram nadawane są w trzymiesięcznych sezonach, z nowymi odcinkami nadawanymi wraz z każdym nowym sezonem. Większość dram jest nadawanych w ciągu tygodnia w godzinach wieczornych około 21:00, 22:00 czy 23:00. Dramaty pokazane rano lub po południu są zwykle nadawane na bieżąco w specjalnym bloku jak np. asadora stacji NHK. Wieczorne dramy składają się zazwyczaj z dziewięciu do dwunastu odcinków, czasem zawierają epilog, gdy drama okazała się odnieść ogromny sukces.
Japonia ma cztery telewizyjne sezony: zima (styczeń-marzec), wiosna (kwiecień-czerwiec), lato (lipiec-wrzesień) oraz jesień (październik-grudzień).

## Popularne dramy
Większość ludzi kojarzy dziś japońskie dramy z nowoczesnym stylem scenopisarstwa, który wprowadził termin „modne dramy” (ang. trendy dramas). „Modny” wzór japońskich dram został wynaleziony pod koniec lat 1980, gdy scenarzyści postanowili dotrzeć do odbiorców telewizyjnych z tematami, które obejmowały prawdziwe życie w Japonii, w czasie, gdy Japończycy odczuwali skutki pęknięcia gospodarczej bańki spekulacyjnej. Formuła dram została ulepszona na początku lat 1990, kiedy fabuła zmieniała się wraz z upływającym czasem. Poprzez zwracanie uwagi na trudniejsze kwestie, w tym przemoc wśród nastolatków, maltretowanie dzieci i nowoczesne życie rodzinne, forma dram była zmieniana, aby pasowała do zmiany gustów telewidzów. Nawet dziś sukces japońskich dram jest wynikiem pozostawania przy wzorze „modnych dram”.
Chociaż niektórzy ludzie uważają Super Sentai i inne seriale z gatunku tokusatsu, nie są one jednak przykładem „modnych dram”. Ogólnie większość dram emitowanych wieczorem w dzisiejszych czasach są to „modne dramy”, ale termin ten nie odnosi się do innych rodzajów dram, takich jak te emitowane w bloku asadora.

## Różnice między stacjami telewizyjnymi
Dramy emitowane na kanałach Fuji Television i NTV są obecnie są jednymi z najbardziej popularnych. Chociaż stacja TBS wyprodukowała kilka bardzo udanych dram w przeszłości i nadal produkuje popularne dramy, jednak w ostatnich latach Ocena ich powodzenia stopniowo maleje.
Fuji TV jest powszechnie uznawana za twórcę formuły dram. W latach 1980 i 1990 stacja Fuji TV spopularyzowała trendy dramy z wykorzystaniem młodych i popularnych aktorów i aktorek z tamtych czasów. Dramy nadawane w poniedziałki o 21:00 są powszechnie nazywane getsuku (skrócenie wyrażenia „poniedziałek o 9”). Fabuła tych dram zazwyczaj zawiera wątek miłosny. Blok ten jest uważany za bardzo popularny przedział czasowy dla emisji dram i zwykle ma wysoką oglądalność w trakcie sezonu. Jednak w ostatnich latach popularność dram getsuku zmalała, przy większości dram nie przekraczających progu 20% średniej oceny.
Różne sieci telewizyjne w Japonii mają swoje koncepcje. TV Asahi, na przykład, skupia się głównie na jidai-geki i historiach związanych z przestępczością. Stacja NHK większą uwagę przykłada programom, które docierają do starszych odbiorców, koncentrując się głównie na dramach dotyczących znaczących okresów w historii, często z gwiazdorską obsadą – są to tzw. taiga dramy, a także tworząc inspirujące dramy, które skupiają się na młodym i silnym bohaterze lub bohaterce.